# Rigo 23

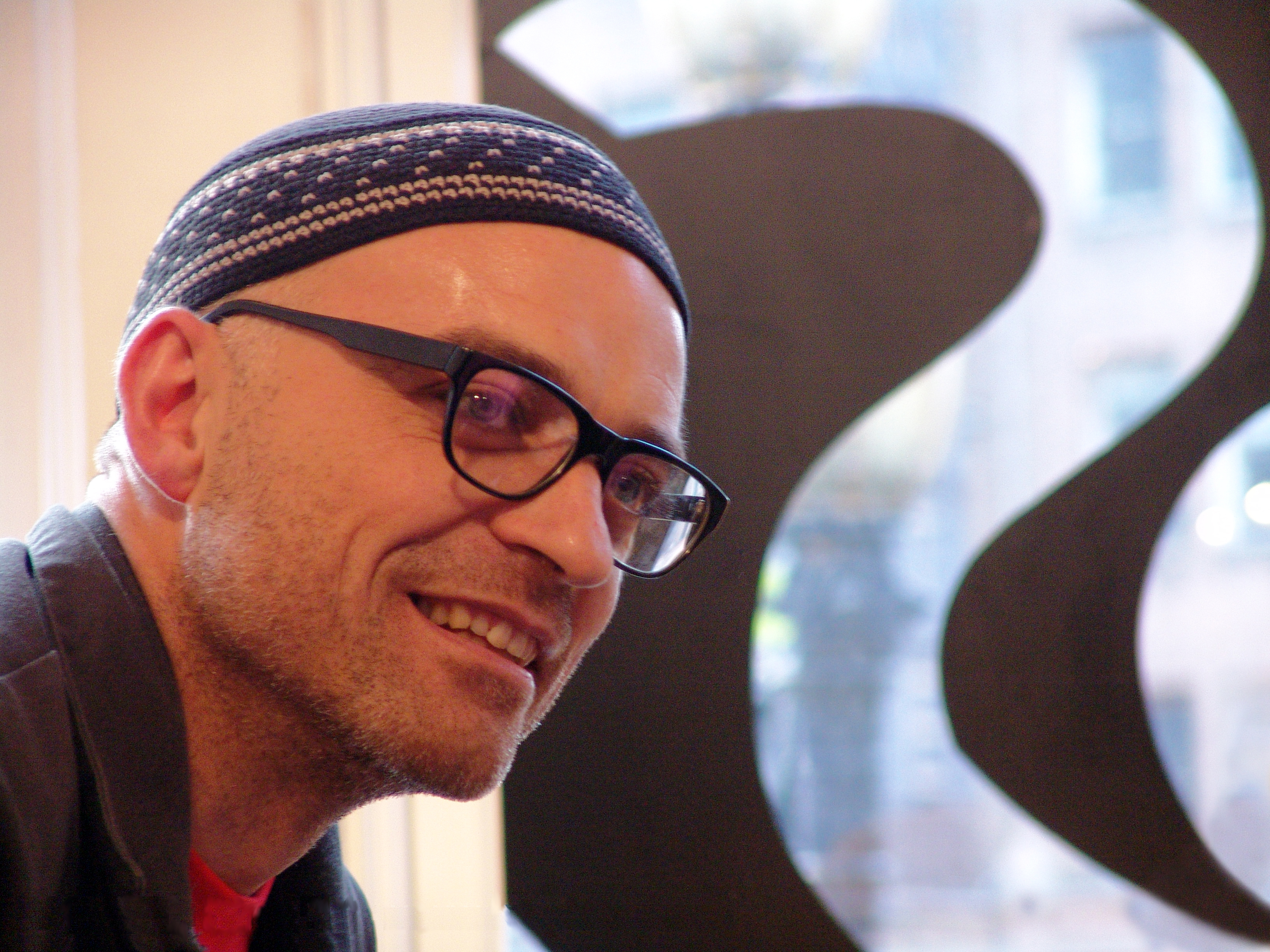
Rigo 23

Rigo 23, eigentlich Ricardo Gouveia, (* 1966 in Funchal auf Madeira, Portugal) ist ein portugiesischer Künstler. Er gilt als einer der wichtigsten zeitgenössischen Künstler aus Portugal. 

## Leben
Er wohnt seit den 1980er Jahren in den USA und studierte Kunst am San Francisco Art Institute (SFAI) und der Stanford University zwischen 1991 und 1997. In San Francisco war er ein frühes Mitglied der Künstlerbewegung Mission School in den 1990er Jahren, später wurde er Dozent am San Francisco Art Institute.
Sein realer Name lautet Ricardo Gouveia. Der Künstlername Rigo 23 ist eine Abkürzung seines Namens und geht auf seine Jugendzeit sowie eine Zahlenkombination aus den Jahren 1983 bis 2003 zurück. Die Ziffern der Jahreszahlen hängte Rigo 23 an seinen Künstlernamen an und stoppte bei 23.
Rigo 23 lebt in Los Angeles.

## Kunst und Werk
Zu seiner Kunst gehören vor allem Wandbilder, Installationen und Malerei. Auch übt er mit seiner Kunst starke Gesellschaftskritik, so an der Ausbeutung von Indigenen, am Kapitalismus und am Neoliberalismus.
Die Black Panthers, die Zapatisten, die Guaraní und das American Indian Movement sind Gruppen, die mit dem politischen Künstler zusammenarbeiteten. 
Kunstwerke von Rigo befinden sich in Museen in Lissabon, Porto, Berkeley Los Angeles und im MUDAS Museum auf Madeira.
Zusammen mit dem Brasilianer Ayrson Heráclito hatte er die Gemeinschaftsausstellung „Entre Terra e Mar - Zwischen Erde und Meer - Transatlantische Kunst“ im Weltkulturen Museum, Frankfurt am Main, Oktober 2017 bis August 2018.

## Gemeinschaftsausstellungen
- San Diego, 2008.
- Lissabon 2010.
- Riverside, USA, 2017.
- Frankfurt am Main, 2017.

## Einzelausstellungen
- Madeira 2010.
- Los Angeles, 2012
- Washington, D.C. 2016
- Lissabon 2017.
- Sharjah, sowie in Auckland, Jerusalem, Lyon, Liverpool.